# Complesso archeologico di Taccu 'e Ticci
Il Complesso archeologico di Taccu 'e Ticci è un complesso nuragico che si trova nel comune di Seulo, in Sardegna, sull'omonimo tacco. Il complesso nuragico comprende i resti di un nuraghe, un villaggio nuragico e due tombe dei giganti.

## Nuraghe

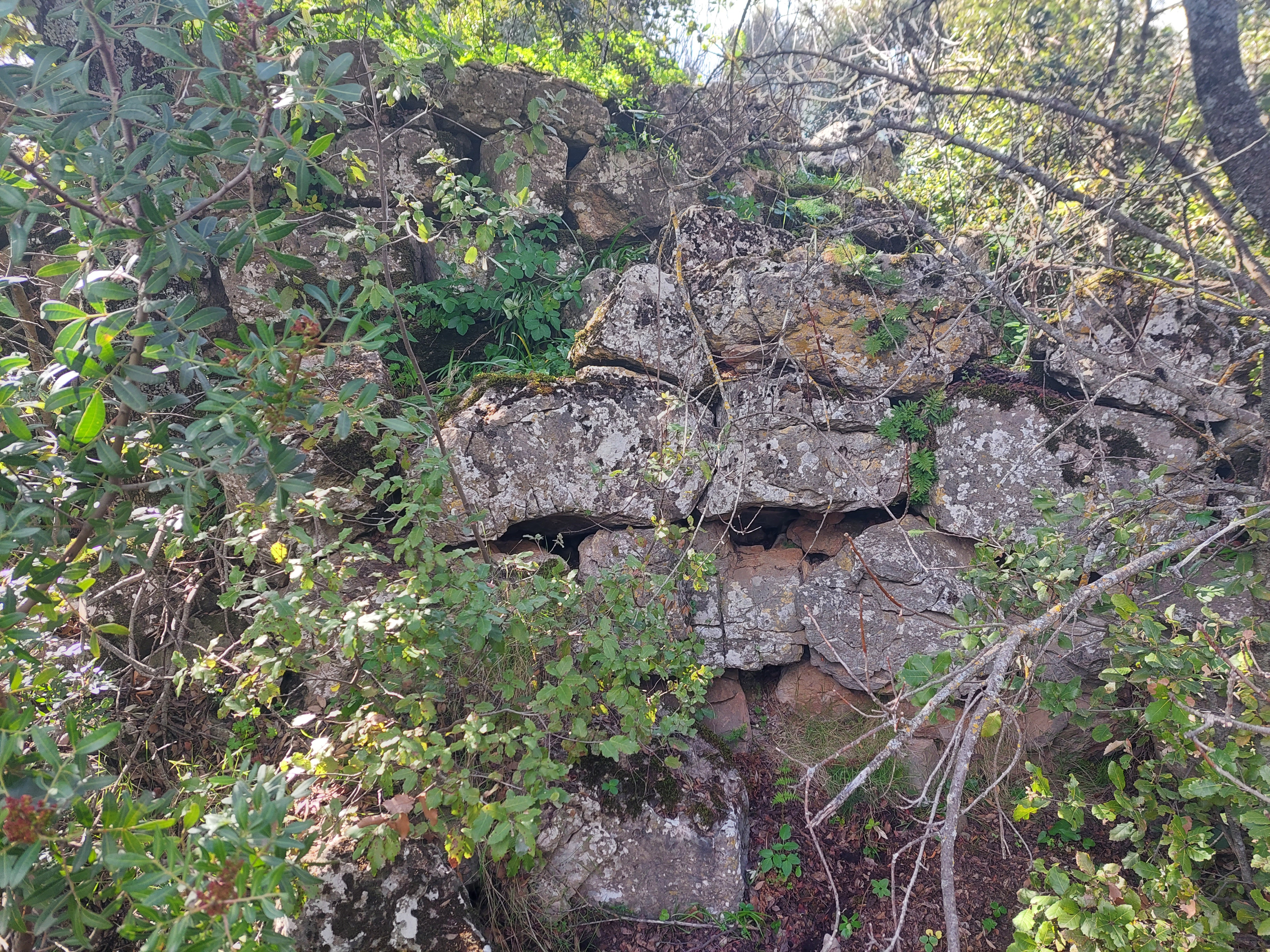
Foto del Nuraghe Taccu 'e Ticci

Il nuraghe Taccu 'e Ticci è un nuraghe complesso che si trova nel comune di Seulo, in Sardegna, sull'omonimo tacco. Il nuraghe è  probabilmente complesso e trilobato (è composto da 4 torri, di cui una centrale e tre torri laterali) ed è formato da pietra calcarea, è stato indagato e controllato ma non è mai stato scavato.

## Villaggio nuragico
L'insediamento nuragico di Taccu 'e Ticci è diviso in tre aree separate con tracce di decine di capanne, in collegamento con le due tombe di giganti e il vicino nuraghe.

## Tombe dei giganti
La prima tomba dei giganti è una sepoltura di epoca nuragica. È costruita con la tecnica a filari ed è da notare l'allineamento verso sud-ovest. In questa tomba dei giganti sono stati rinvenuti i resti di 133 individui e reperti risalenti al Bronzo Medio. Nelle vicinanze si trovano un insediamento e una seconda tomba dei giganti che non è stata scavata perché troppo disturbata dai lavori agricoli.